# Natalia Oreiro
Natalia Marisa Oreiro Iglesias (ur. 19 maja 1977 w Montevideo) – urugwajska aktorka, piosenkarka i projektantka mody. Dotychczas sprzedała na całym świecie ponad 11 mln egzemplarzy płyt.

## Młodość
Jest córką Mabel i Carlosa Oreiro. Ma siostrę Adrianę.

## Kariera aktorska
W wieku ośmiu lat zaczęła pobierać lekcje aktorstwa. Między dwunastym a szesnastym rokiem życia wystąpiła w około trzydziestu reklamach marek, takich jak m.in.: O.B., Coca-Cola czy Johnson & Johnson.
W wieku 16 lat pokonała dziesięć rywalek z całej Ameryki Łacińskiej w programie El show de Xuxa, zdobywając tytuł „Súper Paquity”, co dało jej możliwość towarzyszenia w trasie koncertowej Xuxie, brazylijskiej gwieździe programów dla dzieci. Zarobione w ten sposób pieniądze wydała na wyjazdy do Buenos Aires, gdzie brała udział w castingach do telewizji. W wieku 17 lat podjęła decyzję o ostatecznej przeprowadzce z rodzinnego Montevideo. W początkach jej drogi aktorskiej pomógł jej Alejandro Romay, ówczesny właściciel Canal 9.
Pierwszą poważną rolę Oreiro otrzymała w 1996, kiedy to zagrała Lucię, jedną z głównych bohaterek w telenoweli 90-60-90 modelos. Za tę rolę otrzymała propozycję zagrania tytułowej postaci w telenoweli Valeria u boku Diego Ramosa. Serial przysporzył jej wielu fanów, co pomogło jej w otrzymaniu kolejnych propozycji. W 1997 przyjęła propozycję zagrania przebojowej Veroniki w filmie Argentyńczyk w Nowym Jorku Juana Jose Jusida. Na potrzeby filmu nagrała dwie piosenki: „Que si, que si” i „Caminos”, co sprowokowało ją do nagrania całego materiału na debiutancki album studyjny. Dzięki roli w produkcji stała się jedną z najbardziej zauważanych artystek w latynoskim show biznesie.

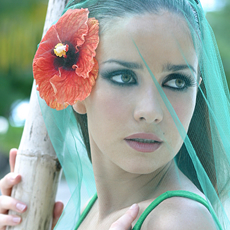
Natalia Oreiro, 2005

W 1998 zmieniła wytwórnię na rzecz Telefe, z którą podpisała wielomilionowy kontrakt. Dostała główną rolę Milagros w serialu Zbuntowany anioł, w którym zagrała u boku Facundo Arany. Za rolę w filmie w 1999 została nominowana do nagrody Martin Fierro. W styczniu 2000 otrzymała nagrodę za „osobowość roku” od stacji E! Entertainment Television Latino. W tym czasie została zauważona przez reżysera Quentina Tarantino, który stwierdził, że mogłaby zostać jedną z gwiazd Hollywood.
W 2002 zagrała główną rolę w serialu Kachorra to ja. Wbrew spekulacjom o braku sukcesu, serial został nominowany w 2002 do nagrody Martin Fierro jako „najlepszy serial komediowy”, zaś Oreiro została nominowana za rolę Kachorry w kategorii „najlepsza aktorka komediowa”. W 2004 wcielała się w główną rolę akrobatki Carmen w erotycznej telenoweli El deseo. Serial nie odniósł sukcesu komercyjnego. Po siedmiu latach trwania wielomilionowego kontraktu na wyłączność, Oreiro rozstała się ze stacją Telefe i przeszła do konkurencyjnego Canal 13.
W 2006 zagrała główną rolę w telenoweli Jesteś moim życiem. Następnie otrzymała angaż w pierwszej internetowej telenoweli Amanda O, w której zagrała tytułową rolę bogatej piosenkarki i aktorki. Była za nią nominowana do nagrody Martin Fierro 2009 w kategorii „Najlepsza aktorka komediowa”. W 2010 zagrałą w filmie Miss Tacuarembó.

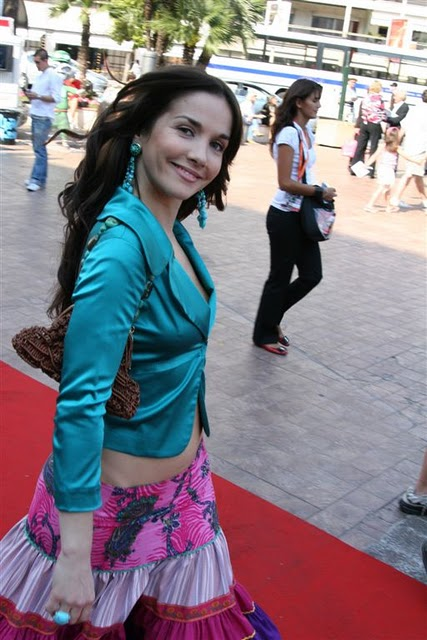
Natalia Oreiro, 2007

15 września 2016 zagrała w filmie Gilda – No me arrepiento de este amor, oparty na życiorysie tragicznie zmarłej piosenkarki muzyki cumbia.

## Kariera muzyczna
W 1998 debiutowała jako piosenkarka singlem „Que si, que si”. Niedługo później wydała singiel „Cambio Dolor”, będący tematem przewodnim serialu Zbuntowany anioł. Piosenka odniosła międzynarodowy sukces. Oba single znalazły się na jej debiutanckim albumie studyjnym, zatytułowanym po prostu Natalia Oreiro, który ukazał się w lipcu 1998.
W połowie 2000 wydała drugi album studyjny pt. Tu veneno, za który otrzymała nominację do latynoskiej nagrody Grammy w kategorii „najlepszy album żeński”. W 2002 wydała album pt. Turmalina, który został sprzedany w nakładzie ponad 1,8 mln egzemplarzy.
Po ośmiu latach przerwy muzycznej wydała singiel „El perfume del amor”, który został nagrany wraz z Diego Reinholdem i Borisem Bakstem na potrzeby filmu Miss Tacuarembó. Pod koniec 2013 wydała dwa kolejne single, „Como una loba” (promujący telenowelę Solamente vos) i „Todos me miran” (napisany na potrzeby kampanii reklamowej marki Sedal).
W grudniu 2013 wyruszyła w trasę koncertową pt. Tour Hits 2013, w ramach której zagrała koncerty w Rosji (Moskwa i Petersburg), Polsce (Wrocław) i na Filipinach. W 2014 wyruszyła w trasę koncertową po Rosji pt. Nasha Natasha Tour.
9 września 2016 wydała album studyjny pt. Gilda – No me arrepiento de este amor, a w grudniu wyruszyła w trasę koncertową po Rosji o nazwie Cumbia & Tour Hits.

## Życie prywatne
31 grudnia 2001 wyszła za mąż za Ricardo Mollo, z którym ma syna Merlína (ur. 26 stycznia 2012). W listopadzie 2021 roku otrzymała rosyjskie obywatelstwo z rąk Władimira Putina.

## Filmografia
Telenowele
- Inconquistable corazón (Argentyna, 1994–1995) jako Natalia (Victoria) Giménez
- Aprender a volar (Argentyna, 1994)
- Anna (oryg. Dulce Ana, Argentyna, 1995–1996) jako Verónica Iturbe Montalbán
- 90-60-90 modelos (Argentyna, 1996–1997) jako Lucía Peralta (1996)
- Valeria (oryg. Ricos y famosos, Argentyna, 1997–1998) jako Valeria García Méndez de Salerno (1997)
- Zbuntowany anioł (oryg. Muñeca brava, Argentyna, 1998–1999) jako Milagros ‘Mili’ Esposito-Di Carlo de Miranda „Cholito”/„Carlitos” | młoda Rosario
- Kachorra to ja (oryg. Kachorra, Argentyna, 2002) jako Antonia Guerrero „Kachorra”
- El Deseo (Argentyna, 2004) jako Carmen
- Jesteś moim życiem (oryg. Sos mi vida, Argentyna, 2006) jako Esperanza Muñoz-Quesada „Monita”
- Patito feo (Argentyna, 2007)jako Patricia González
- Amanda O  (Argentyna, 2008) jako Amanda O
- Cuando me sonreís  (Argentyna, 2011) jako Leonora Campos
- Solamente vos  (Argentyna, 2012/2013) jako Aurora Andrés
- Entre Canibales (Argentyna, 2015) jako Ariana

Seriale
- Alta comedia (Argentyna, 1970–1998) jako Margarita | Florencia (1994)
- Botines (Argentyna, 2005) jako Renée
- V ritme tango (Rosja, 2006) jako Natalia Solanos
- Lynch (Kolumbia, 2012) jako Isabel Reyes alias Mariana

Filmy
- Argentyńczyk w Nowym Jorku (oryg. Un argentino en New York, Argentyna, 1998) jako Verónica ‘Vero’ De Ricci
- Cleopatra (Argentyna – Hiszpania, 2003) jako Milagros alias Sandra
- La guerra de los gimnasios (Argentyna, 2004) jako aktorka w telenoweli
- Las vidas posibles (Argentyna – Niemcy, 2007) jako Marcia Miconi
- La peli (Argentyna – Urugwaj, 2007) jako dziennikarka Lola Montero
- Música en espera (Argentyna, 2008) jak Paula Otero
- Francia (Argentyna, 2009) jako Cristina Marcela
- Miss Tacuarembó (Urugwaj – Argentyna – Hiszpania, 2010) jako Natalia Prato „Cristal” | Candida López
- Mi primera boda (Argentyna – Hiszpania, 2011) jako Leonora Campos
- Jak mam na imię (oryg. Infancia clandestina, Argentyna – Hiszpania – Brazylia, 2012) jako Cristina alias Charo
- Wakolda (Argentyna, 2012) jako Eva
- Pimienta roja (Argentyna, 2014) jako Juana Azurduy
- El Angel (Argentyna, 2014)
- Freedom for Joe (Stany Zjednoczone, 2013) jako Rachel de los Ríos
- The Blue Mauritius (Argentyna, 2014) jako Maria
- Gilda – No me arrepiento de este amor (Argentyna, 2016) jako Gilda

## Dyskografia
Albumy studyjne
| Natalia Oreiro                     | - Data: 14 lipca 1998 - Wydawca: BMG Ariola Argentina        | 5  | 1 | 1 | - POL: platynowa płyta - HUN: platynowa płyta - ARG: platynowa płyta |
| Tu Veneno                          | - Data: 9 stycznia 2001 - Wydawca: BMG Ariola Argentina      | 13 | 4 | 1 | - HUN: platynowa płyta - ARG: złota płyta                            |
| Turmalina                          | - Data: 14 października 2002 - Wydawca: BMG Ariola Argentina | –  | – | 5 | - CZ: złota płyta                                                    |
| Gilda – no arrepiento de este amor | - Data: 9 września 2016 - Wydawca: Sony Music Argentina      | –  | – | 1 | - ARG: złota płyta                                                   |
| „–” album nie był notowany.        |                                                              |    |   |   |                                                                      |

Single
| Tytuł                                     | Rok  | Pozycja na liście | Album                                         |
| Tytuł                                     | Rok  | ARG               | Album                                         |
| ----------------------------------------- | ---- | ----------------- | --------------------------------------------- |
| „Que si, que si”                          | 1998 | –                 | Natalia Oreiro                                |
| „De tu amor”                              | 1998 | –                 | Natalia Oreiro                                |
| „Cambio Dolor”                            | 1999 | –                 | Natalia Oreiro                                |
| „Huracán”                                 | 1999 | –                 | Natalia Oreiro                                |
| „Me muero de amor”                        | 1999 | –                 | Natalia Oreiro                                |
| „Tu veneno”                               | 2000 | –                 | Tu Veneno                                     |
| „Rio de la plata”                         | 2000 | –                 | Tu Veneno                                     |
| „Como te olvido”                          | 2001 | 11                | Tu Veneno                                     |
| „Un ramito de violetas”                   | 2001 | –                 | Tu Veneno                                     |
| „Basta de ti”                             | 2001 | –                 | Tu Veneno                                     |
| „Cuesta arriba, cuesta abajo”             | 2002 | –                 | Turmalina                                     |
| „Que Digan lo que quieran”                | 2002 | 18                | Turmalina                                     |
| „No me arrepiento de este amor”           | 2016 | –                 | Gilda – No me arrepiento de este amor         |
| „Corazón Valiente” ft. Rubén Rada         | 2016 | –                 | Gilda – No me arrepiento de este amor         |
| „United by Love”                          | 2018 | –                 | The Official Album of the 2018 FIFA World Cup |
| „Mi pobedim”                              | 2018 | –                 | The Official Album of the 2018 FIFA World Cup |
| „–” oznacza, że singiel nie był notowany. |      |                   |                                               |

## Trasy koncertowe
- 2000: Tu Veneno Tour (35 koncertów)
- 2002: Tourmalina (10 koncertów)
- 2005: Tahití, Haití Tour (3 koncerty)
- 2013: Tour Hits 2013 (4 koncerty)
- 2014: Nasha Natasha Tour (16 koncertów)
- 2016: Cumbia & Tour Hits (5 koncertów)

## Wizyty w Polsce
- 2000 – Natalia przyleciała do Polski 6 grudnia 2000 roku na promocję swej pierwszej płyty pt. Natalia Oreiro i serialu Zbuntowany anioł.
- 2002 – Występ podczas koncertu sylwestrowego w TVP1, Natalia zaśpiewała utwory „Que digan lo que quieran” i „Cambio dolor”.
- 2013 – 14 grudnia artystka odwiedziła Polskę na jedynym koncercie we Wrocławiu, w Hali Orbita w ramach trasy koncertowej „Tour Hits 2013”. Podczas swojego 3-dniowego pobytu pojawiła się na konferencji prasowej w hotelu Radisson Blu, w którym mieszkała oraz udzieliła wywiadu dla programu Dzień Dobry TVN[22].
- 2019/2020-Sylwester Marzeń z Dwójką